# Aytoniaceae
Aytoniaceae é uma família de hepáticas pertencentes à ordem Marchantiales, classe Marchantiopsida.

## Géneros
- Asterella
- Cryptomitrium
- Mannia
- Plagiochasma
- Reboulia

- Commons
- Wikispecies